# برزینا (ناحیه ییچین)
برزینا (به چکی: Březina) یک منطقهٔ مسکونی در جمهوری چک است که در شهرستان ییچین واقع شده‌است.